# Polygala dasyphylla
Polygala dasyphylla är en jungfrulinsväxtart som beskrevs av Margaret Rutherford Bryan Levyns. Polygala dasyphylla ingår i släktet jungfrulinssläktet, och familjen jungfrulinsväxter. Inga underarter finns listade i Catalogue of Life.